# Томас Икономидис
Томас Папазику (на гръцки: Θωμάς Παπαζήκου), известен по-късно като поп Тома Икономидис (Παπαθωμάς Οικονομίδης) е гръцки зограф от XIХ век.

## Биография
Роден е на 15 май 1844 година в македонската паланка Селица (днес Ератира, Гърция), Сятищко  в семейството на поп Зикос, също зограф. Негови са стенописите от „Свети Георги“ в Селица, датиращи от 1850 - 1865 година. Над ниската врата на западната стена има надпис: „Η ΠΑΡΑΒΟΛΗ ΤΟΥ ΑΣΩΤΟΥ, ΤΩΝ ΔΕΚΑ ΠΑΡΘΕΝΩΝ Και Η ΕΞΑΗΜΕΡΟΣ ΕΙΚΟΝΙΣΘΗΣΑΝ… 1863“ (Притчата за блудника, десетте девици и Шестодневът са илюстрирани... 1863). Това, заедно с Второто пришествие, са произведения на Томас Икономидис, за които казва в 1905 година, че се срамува от тях. Те са оригинални по своята тематика, особено голите фигури на протопластите и напомнят на западни модели.
В 1865 година Тома Зику изписва църквата „Свети Марк“ в Клисура. В 1869 година става свещеник, а след това в 1880 година се замонашва под името Агатангел (Αγαθάγγελος) и получава длъжността протосингел. На икона в Олищкия манастир има надпис: „Δαπάνη του Αρχιμανδρίτη κυρίου Ιωαννικίου του εκ Βλάχου Κλεισούρας Ιοθνίου 1880. Ο εκ της επαρχίας Σισανλιου Πρωτοσύγκελλος Αγαθάγγελος ζωγράφος εκ Σελίτσης“. Негови подписани произведения има из църквите на Ератира. Същевременно участва в обществения живот на паланката. В 1909 година публикува спомените си, които съдържат ценна информация за историята на родното му място.
Умира през 1926 година.
- Стенописи от „Свети Георги“ в Селица, 1863 година
- Притча за блудния син
- Първият ден
- Изгонването на Адам от Рая